# Chimarra piraya
Chimarra piraya is een schietmot uit de familie Philopotamidae. De soort komt voor in het Neotropisch gebied.